# كأس المكسيك
كأس المكسيك أو كوبا إم إكس (بالإسبانية: Copa MX)‏ ، هي بطولة رسمية لكرة القدم في المكسيك ، أسست البطولة سنة 1907م، وتشارك فيه 28 فريقا مسجلا لدى اتحاد الكرة المكسيكي.

## وصلة خارجية
- Mexico - List of Cup Winners, RSSSF.com